# Tomorrow's World (chanson)
Singles de Matt Bellamy
Pray
(2019) -
(-)
Tomorrow's world est un morceau composé et interprété par Matthew Bellamy, leader du groupe britannique Muse en solo, sous le nom de Matt Bellamy et l'orchestre de la BBC. Il sort sous le label indépendant fondé par l'artiste lui-même Globalist Industries LLP. Le morceau est enregistré à distance pendant le confinement dû au coronavirus. Il s'agit du troisième morceau de l'artiste sorti en solo après The international end title en 2009 et Pray en 2019.

## Histoire de la chanson
La chanson est composée et enregistrée au domicile californien de l'artiste pendant le confinement du Covid-19.

## Le morceau

### Sonorités
Il s'agit d'un morceau chanté au piano, à la musicalité dissonante et accompagné de l'orchestre de la BBC. 